# II. Argaiosz makedón király
II. Argaiosz (ógörög Ἀργαῖος, latin Argaeus) az ókori Makedónia uralkodója i. e. 393 és 392 között, i. e. 359-ben trónkövetelőként lépett fel.

## Uralkodása
Diodórosz történeti munkájából ismert, hogy az Illír Királyság uralkodója, Bardülisz hadserege i. e. 393-ban a frissen a makedón trónra került III. Amüntasz ellen vonult, és elűzte a királyt. Helyébe az illírek a bizonytalan származású, bár egyes kutatók szerint lünkésztiszi Argaioszt ültették a trónra. Csaknem két éven át uralkodott Makedónia felett, amikor III. Amüntasz thesszáliai segítséggel i. e. 392-ben visszaszerezte a trónját.
Későbbi sorsa nem ismert, de feltételezhető, hogy ő volt az az Argaiosz, aki néhány évtized elteltével, trónkövetelőként ismét megjelent Makedónia politikai életében. Amikor III. Perdikkasz i. e. 359-ben életét vesztette egy az illírek ellen vívott csatában, Argaiosz egy zsoldoshadsereg élén és 3000 athéni harcossal Methónénál partra szállt, és Aigai ellen indult. A város visszautasította királlyá választásának ultimátumát. Argaiosz visszavonulásra kényszerült, de az időközben a makedón trónt megszerző II. Philipposz körülzárta seregét. A zsoldosok és az athéniak szabadon távozhattak, Argaioszt azonban mint trónkövetelőt II. Philipposz vélhetően i. e. 358-ban kivégeztette.